# Du libre arbitre
Du libre Arbitre est un traité de Charles Fourier, penseur socialiste du XIXe siècle. Le livre parait en 1841 et est réédité à plusieurs reprises. 

## Objet de l'ouvrage
Dans Du libre arbitre, Fourier propose une critique précise et ordonnée de ce concept, à la fois sur le plan philosophique et théologique classique et dans la pratique de l’état civilisé. Il y expose en contre-point ce que serait la pleine liberté en Harmonie, la composée positive, tandis qu’au contraire, raison et passion s’excluent en civilisation. 
Il traite de l'absence de libertés et de libre arbitre dans les contextes dits civilisés, et des formes d'asservissement produites par cette civilisation. « Pour opter activement sur le bien et le mal, il faut être capable de juger [...] Un Libre Arbitre qui n’est que passif et non étayé de lumières et de judiciaire équivaut à une servitude réelle ». Pour Charles Fourier, la civilisation dissout l’individu dans une fiction du collectif. Cette civilisation permet de dépasser la sauvagerie, mais cet état ne peut être un aboutissement. La proposition de type fouriériste incite à une philosophie du mouvement par une libération des passions. Là où la civilisation s’impose comme représentation en enfermant le passionnel sous le rationnel, Fourier propose une construction inversant les priorités et mettant la raison au service des passions, redéfinissant la notion de raison,.

## Édition initiale
La diffusion Du libre arbitre est posthume. Elle est réalisée par les éditions des Saints Calus en 1841 (Charles Fourier étant mort en 1837), au sein des Œuvres complètes de Charles Fourier, tome 2.